# Dingolfing
Dingolfing er administrationsby i Landkreis Dingolfing-Landau i Niederbayern i den tyske delstat Bayern.

## Geografi
Byen ligger cirka 100 kilometer nordøst for München i dalen til floden Isar.
Isar løber gennem byens område fra vest mod øst. I 1957 byggedes et vandkraftværk i den vestlige del af byen, og en dæmning danner en to km lang kunstig sø; Udover kraftproduktionen giver det et godt rekreativt område, og er yngleplads for mange fuglearter. Andre vandløb i kommunen er Teisbach, som løber gennem en bydel af samme navn , Asenbach, Längenmühlbach og Stadtmühlbach, der løber parallelt med Isar gennem centrum af byen, dog for en stor del gennem rør.

### Inddeling
Det oprindelige byområde på Isars højre bred består af
- Den gamle bydel (Altstadt)
  - Obere Stadt
  - Untere Stadt
- Forstæderne
  - Gries
  - Fischerei
- Krautau (første nybyggeri efter 1945, sydvest for Altstadt)
- Schulviertel
- Waldesruh (ved Asenbach)
- Spiegelbrunn (lille bebyggelse ved Asenbach syd for Waldesruh)
- Oberdingolfing
- Brunnerfeld (1+2)
- Schwedenschanze

På Isars venstre bred:
- Höll Ost
- Höll Ost 2
- Sossau
- Sossauer Wiesen
- Salitersheim
- Geratsberg
- Friedenheim

### Sammenlægninger
- 1946

Grüblhof
- 1972

Teisbach, Höfen, Gaubitzhausen og Schönbühl.
Den største del af den tidligere kommune Frauenbiburg, blev også i 1972 lagt ind i kommunen, med de nordlige landsbyer Frauenbiburg, Brunn, Einöd', Kaltenberg, Mietzing, Oberbubach, Oberdingolfing, Oberholzhausen, Öd, Schermau, Unterbubach, Unterholzausen og Weinpreß.
- 1979

Achatzstall og Neuhausen

## Historie
Dingolfing fejrede i 2001 sit 750-års jubilæum som by, selv om dele af byen er betydeligt ældre.